# Realitat ampliada

La realitat ampliada és en un hiperònim que recull una sèrie de tecnologies immersives. La realitat ampliada és aquella que engloba la realitat virtual, la realitat augmentada, la realitat mixta i conceptes suspesos entre totes elles.

## Tecnologies
- La realitat virtual és la tecnologia que transforma el nostre entorn físic i visual per a portar-nos a un entorn de realitat simulada. Els casc que s'ha de dur posat per a experimentar aquesta realitat permet que el subjecte se senti immers en un entorn fictici creat per aquesta tecnologia, i crea una realitat digital que substitueix la realitat de l'usuari del món real.[3]
- La realitat augmentada permet que el subjecte contempli la visió del món real amb capes d'informació digital, les quals poden ser sons, dades, models 3D, etc. que se superposen a la nostra realitat en temps real. Sistemes com les càmeres dels dispositius mòbils, els cascs amb monitors individuals o les ulleres intel·ligents ajuden a superposar elements digitals al món real fent d'intermediari i habilitador entre ambdós mons. Exemples d'aquesta tecnologia poden ser jocs com el Pokémon Go, els filtres de Snapchat i Instagram, la nova aplicació de Harry Potter, etc.[3]
- La realitat mixta combina elements d'entorns reals i entorns virtuals. Fa que els objectes del món virtual entenguin l'entorn en el que estan i siguin capaços d'interactuar a temps real amb aquest entorn.[3]